# Wally Masur
Wally Masur (Southampton, 15 de maio de 1963) é um ex-tenista profissional australiano.
Foi semifinalista duas vezes em Grand Slam em simples.